# 近畿経済産業局
近畿経済産業局（きんきけいざいさんぎょうきょく）は、大阪府大阪市中央区に所在する経済産業省の地方支分部局である経済産業局。
管轄区域は、福井県・滋賀県・京都府・大阪府・兵庫県・奈良県・和歌山県であり、2府5県に於ける経済産業施策の総合的な窓口機関。

## 概要
経済産業省の管区単位（管区機関級）の出先機関（地方支分部局、地方ブロック機関と称することも）であり、通商産業省時代の名称は近畿通商産業局であった。各地方に計8局が設置される内の1機関であり、産業発展、中小企業対策、消費者相談、エネルギー対策、各種届出の受理等の行政活動を行う。

## 組織
近畿経済産業局は部（支局含む）を有し、その下に各業務課が設置されている。
- 総務企画部
  - 総務課
  - 防災担当
  - 広報・情報システム室
  - 企画調査課
  - 会計課
  - 中小企業政策調査課
  - 電力・ガス取引監視室
  - 2025NEXT 関西企画室
- 地域経済部
  - 地域経済課（競争環境整備室）
  - 地域連携推進課
  - 地域未来投資促進室
  - 産業技術課
  - 知的財産質
  - バイオ・医療機器技術振興課
  - 次世代産業・情報政策課
- 産業部
  - 産業課
  - 消費経済課（消費者相談室）
  - 製品安全室
  - 製造産業課
  - 流通・サービス産業課（大規模小売店舗立地法相談室、サービス・コンテンツ室）
  - 中小企業課
  - 取引適正化推進室
  - 創業・経営支援課
- 国際部
  - 国際課
  - 国際事業化
  - 地域ブランド展開支援室
  - 投資交流促進課
  - 通商課
- 資源エネルギー環境部
  - 資源エネルギー環境課（総合エネルギー広報室）
  - カーボンニュートラル推進室
  - 環境・資源循環経済課
  - エネルギー対策課
  - 資源・燃料課
  - 電力・ガス事業課
- 神戸通商事務局
  - 総務課

## 歴代局長
| 代 | 氏名     | 就任          | 入省   | 前職 | 後職                                                | 備考 |
| 1  | 中嶋誠   | 2001年1月6日  | 1974年 | 大臣官房会計課長                                                                                           | 大臣官房審議官（経済産業政策局担当）                | 住友電気工業 (専務代表取締役)、発明協会 (副会長・専務理事)                                                         |
| 2  | 勝野龍平 | 2002年7月30日 | 1976年 | 資源エネルギー庁 長官官房 総合政策課長                                                                     | 内閣府大臣官房審議官（沖縄担当）                    | 日本政策金融公庫 (代表取締役専務取締役)、全国商工会連合会 (専務理事)                                               |
| 3  | 宮城勉   | 2003年7月15日 | 1977年 | 内閣府 大臣官房企画調整課長                                                                                | 内閣府 大臣官房審議官                               | 日本商工会議所 (常務理事)、大阪商工会議所 (専務理事)                                                               |
| 4  | 福水健文 | 2004年6月22日 | 1976年 | 製造産業局 次長                                                                                            | 大臣官房 地域経済産業審議官                         | NEDO (副理事長)、日本アルコール産業 (副社長)、建材試験センター (理事長)、UBE (取締役)                              |
| 5  | 久貝卓   | 2006年7月10日 | 1979年 | 大臣官房 会計課長                                                                                          | 内閣事務官 内閣官房内閣審議官（内閣官房副長官補付） | 商工組合中央金庫 (執行役員)、日本商工会議所 (常務理事)                                                             |
| 6  | 平工奉文 | 2008年7月11日 | 1978年 | 資源エネルギー庁 次長                                                                                      | 製造産業局長                                        | 日本IBM (特別顧問)、三菱自動車工業 (取締役会長)                                                                    |
| 7  | 深野弘行 | 2009年7月14日 | 1979年 | 原子力安全・保安院 次長                                                                                    | 商務情報政策局 商務流通審議官                       | 関西経済同友会 (代表幹事)、伊藤忠商事 (関西担当専務理事)                                                           |
| 8  | 永塚誠一 | 2010年7月30日 | 1980年 | 大臣官房審議官（製造産業局担当）                                                                           | 商務情報政策局長                                    | 日本自動車工業会 (副会長・専務理事)、三菱ふそうトラック・バス (代表取締役会長)、シャープ (取締役)、タクマ (取締役) |
| 9  | 長尾正彦 | 2011年8月12日 | 1981年 | 大臣官房審議官（製造産業局担当）                                                                           | 退官                                                | スズキ (取締役 専務役員)                                                                                           |
| 10 | 小林利典 | 2012年7月12日 | 1984年 | 内閣府 行政刷新会議 事務局総括参事官                                                                       | 中小企業庁 次長                                     | 駐オマーン特命全権大使、大阪中小企業投資育成 (CEO)                                                                 |
| 11 | 関総一郎 | 2014年7月28日 | 1983年 | 総務省 情報通信国際戦略局 次長                                                                             | 退官                                                | 住友電気工業 (執行役員 支配人)、関西経済連合会 (専務理事)                                                          |
| 12 | 池森啓雄 | 2016年7月19日 | 1985年 | 日本貿易振興機構 パリ事務所長                                                                              | 退官                                                | 損害保険ジャパン日本興亜 (顧問)、明電舎 (常務執行役員)                                                             |
| 13 | 森清     | 2017年7月5日  | 1986年 | 大臣官房政策評価審議官                                                                                     | 2025年日本国際博覧会協会 副事務総長                 | 特許庁長官 |
| 14 | 米村猛   | 2019年7月5日  | 1989年 | 特許庁 総務部長                                                                                            | 中小企業庁 長官官房中小企業政策統括調整官           | 人事院 人材局長 |
| 15 | 伊吹英明 | 2021年10月1日 | 1991年 | 内閣官房内閣審議官 兼 東京オリンピック競技大会・ 東京パラリンピック競技大会 推進本部事務局企画・推進統括官 | 製造産業局長                                        | |
| 16 | 三浦章豪 | 2023年7月4日  | 1992年 | 内閣官房 新しい資本主義実現本部事務局 次長                                                                 | 2025年日本国際博覧会協会 総合戦略室長               | |
| 17 | 信谷和重 | 2023年10月1日 | 1990年 | 日本貿易振興機構 副理事長                                                                                  |                                                     | |